# Кокшетауминводы
«Кокшетауминводы» (АО «Кокшетауские минеральные воды») — казахстанская компания, производитель минеральной воды под марками Turan, Kulager-Arasan,  а также безалкогольных напитков и ликёроводочных изделий.

## История
Основана  22 мая 1991 года с целью изучения и эксплуатации гидроминеральных ресурсов северных регионов Казахстана. В 1991—1992 годы разведано и обустроено месторождение подземных лечебно-столовых минеральных вод Kulager-Arasan, освоен розлив воды на пивзаводе «Тоник» в Кокшетау.
В 1994 году установлена первая собственная линия розлива газированных минеральных вод в стеклянную бутылку, начат выпуск безалкогольных напитки на основе концентратов германской фирмы «Делер НФ и БИ» под торговой маркой «Серино» и использованием ультрапресных вод подземных источников.
В 1996 году разведано месторождение пресных подземных вод «Кенетколь». Вода используется для производства напитков, а также организован выпуск природной минеральной воды под торговой маркой Turan в стеклянной бутылке.
В 1997 году организовано производство водки «Хаома», настоек «Степная», «Савватеич», «Лимонная», джина «Окжетпес». Позднее освоено производство водок «Баксы», «Номад», «Агайлар», «Гармония», а также серии различных сортов под маркой «Хаома» («Оригинальная», «Люкс», «Юбилейная» и другие), фруктовой воды Fru Sky.

## Собственник
- 100% акций принадлежат ТОО «Азия Су Компаниясы»[1] - компания Asia Waters.